# ثلم تحت ترس الجفن
الثلم تحت ترس الجفن (بالإنجليزية: Sulcus subtarsalis)‏ هو ثلم على السطح الداخلي للجفن بالقرب من حافة الجفن ويكون موازيًا لها، ويفصل الثلم الملتحمة الهامشية عن ملتحمة ترس الجفن. يُوفر هذا الثلم مساحةً لإيواء الأجسام الغريبة. خط آرلت هو خط طُولي يتواجد في الثلم تحت ترس الجفن في حالات العدوى بالمتدثرة التراخومية.